# Kim Young-kwang
Đây là một tên người Triều Tiên, họ là Kim.
Kim Young-kwang (tiếng Hàn: 김영광, sinh ngày 28 tháng 6 năm 1983 ở Goheung, Jeonnam) là một cầu thủ bóng đá Hàn Quốc thi đấu cho Seoul E-Land.

## Sự nghiệp
Vào tháng 12 năm 2006 anh chuyển đến Ulsan Hyundai Horang-i với bản hợp đồng trị giá khoảng $2.2m

## Sự nghiệp quốc tế
Anh là thành viên của đội tuyển Olympic Hàn Quốc 2004, đứng thứ hai Bảng A, vào vòng tiếp theo, và bị đánh bại bởi đội bóng giành huy chương bạc Paraguay. Anh cũng góp mặt cho U-20 Hàn Quốc tham dự Giải vô địch bóng đá trẻ thế giới 2003. Anh là thành viên của đội tuyển Hàn Quốc tham dự Giải bóng đá vô địch thế giới 2006.

## Thống kê sự nghiệp câu lạc bộ
Tính đến 10 tháng 2 năm 2011
| Thành tích câu lạc bộ | Thành tích câu lạc bộ | Thành tích câu lạc bộ | Giải vô địch | Giải vô địch | Cúp     | Cúp     | Cúp Liên đoàn | Cúp Liên đoàn | Châu lục | Châu lục | Tổng cộng | Tổng cộng |
| Mùa giải              | Câu lạc bộ            | Giải vô địch          | Trận         | Bàn          | Trận    | Bàn     | Trận          | Bàn           | Trận     | Bàn      | Trận      | Bàn       |
| Hàn Quốc              | Hàn Quốc              | Hàn Quốc              | Giải vô địch | Giải vô địch | Cúp KFA | Cúp KFA | Cúp Liên đoàn | Cúp Liên đoàn | Châu Á   | Châu Á   | Tổng cộng | Tổng cộng |
| --------------------- | --------------------- | --------------------- | ------------ | ------------ | ------- | ------- | ------------- | ------------- | -------- | -------- | --------- | --------- |
| 2002                  | Chunnam Dragons       | K League 1            | 0            | 0            | ?       | ?       | 0             | 0             | -        | -        |           |           |
| 2003                  | Chunnam Dragons       | K League 1            | 11           | 0            | 0       | 0       | -             | -             | -        | -        | 11        | 0         |
| 2004                  | Chunnam Dragons       | K League 1            | 22           | 0            | 3       | 0       | 0             | 0             | -        | -        | 25        | 0         |
| 2005                  | Chunnam Dragons       | K League 1            | 22           | 0            | 3       | 0       | 10            | 0             | -        | -        | 35        | 0         |
| 2006                  | Chunnam Dragons       | K League 1            | 10           | 0            | 4       | 0       | 3             | 0             | -        | -        | 17        | 0         |
| 2007                  | Ulsan Hyundai         | K League 1            | 26           | 0            | 3       | 0       | 10            | 0             | -        | -        | 39        | 0         |
| 2008                  | Ulsan Hyundai         | K League 1            | 25           | 0            | 3       | 0       | 8             | 0             | -        | -        | 36        | 0         |
| 2009                  | Ulsan Hyundai         | K League 1            | 28           | 0            | 1       | 0       | 4             | 0             | 5        | 0        | 38        | 0         |
| 2010                  | Ulsan Hyundai         | K League 1            | 27           | 0            | 1       | 0       | 1             | 0             | -        | -        | 29        | 0         |
| 2011                  | Ulsan Hyundai         | K League 1            | 28           | 0            | 4       | 0       | 6             | 0             |          |          | 38        | 0         |
| Tổng cộng             | Hàn Quốc              | Hàn Quốc              | 199          | 0            | 22      | 0       | 42            | 0             | 5        | 0        | 268       | 0         |
| Tổng cộng sự nghiệp   | Tổng cộng sự nghiệp   | Tổng cộng sự nghiệp   | 199          | 0            | 22      | 0       | 42            | 0             | 5        | 0        | 268       | 0         |

## Danh hiệu
Ulsan Hyundai
- AFC Champions League (1): 2012